# Al-Sareeh SC
Al-Sareeh SC es un equipo de fútbol de Jordania que juega en la División 1 de Jordania, la segunda categoría nacional. Fue fundado el 5 de abril de 1973 en el distrito de Al-Sarreh en Irbid.

## Estadio
Su sede es el Estadio Al-Hassan en Irbid con capacidad para 12 000 espectadores, el cual comparte con los equipos Al-Arabi Irbid y el Al-Hussein Irbid.